# Мари Фредриксон
Гун-Мари Фредриксон (швед. Gun-Marie Fredriksson; 30. мај 1958 — 9. децембар 2019) била је шведска певачица, музичарка и ауторка песама, најпознатија као чланица групе Roxette.
У групи је са Пером Геслом крајем 80-их стекла популарност многобројним хитовима, а истовремено је развијала и соло каријеру, током које је издала осам студијских албума.

## Дискографија
- Het vind (1984)
- Den sjunde vågen (1986)
- ... Efter stormen (1987)
- Den ständiga resan (1992)
- I en tid som vår (1996)
- The Change (2004)
- Min bäste vän (2006)
- Nu! (2013)